# HMS Dreadnought (1906)
La HMS Dreadnought, sesta nave della Royal Navy britannica a portare questo nome, fu la prima corazzata monocalibro della storia, cioè a essere armata con tutte le batterie principali di calibro uniforme, piuttosto che possedere una batteria secondaria di cannoni di calibro inferiore. Fu anche la prima azionata esclusivamente da turbine a vapore: 4 gruppi di turbine a vapore per un totale 24 700 CV. 
Fu una nave così rivoluzionaria che il suo nome divenne un termine generico per le navi da battaglia moderne, mentre quelle precedenti vennero definite pre-dreadnought. La sua introduzione innescò una corsa agli armamenti tra il Regno Unito e le altre marine militari del mondo, in particolare quella della Germania imperiale che va citata come una delle cause della prima guerra mondiale.
Venne costruita negli arsenali di Portsmouth tra l'ottobre del 1905 e il dicembre del 1906. La Dreadnought rappresentò la nave da guerra più armata dell'epoca essendo dotata di 10 (contro il record precedente di 4) cannoni da 12" (305 mm) 12"/45 Mark X. Le torrette dei cannoni erano più alte per facilitarne l'uso e il fuoco sulle lunghe distanze. Inoltre, era armata con 5 tubi lanciasiluri sott'acqua. Lo scafo emerso era corazzato con piastre spesse 28 cm. Successivamente vennero aggiunti anche 24 cannoni da 12 pdr (pounder, equivalenti a un calibro di 76 mm) per la difesa ravvicinata.

## Genesi
I progetti di navi da battaglia dell'epoca prevedevano generalmente quattro cannoni principali in torri gemelle a poppa e a prua, con diversi cannoni di calibro inferiore allineati lungo i fianchi della nave, in maniera simile a quello delle navi da guerra a vela. Non solo ciò rendeva quasi metà dei cannoni della nave inutilizzabili in ogni dato momento (mentre le torri erano libere di tirare dall'una o l'altra fiancata), ciò permetteva anche all'acqua di infiltrarsi nella nave attraverso i portelli dei cannoni, un chiaro rischio in caso di mare mosso. 
Inoltre, ogni calibro di cannone aveva proprietà balistiche differenti, complicando grandemente le operazioni di puntamento, specialmente l'osservazione degli spruzzi d'impatto. I cannoni di calibro inferiore dovevano trattenere il fuoco per attendere l'impatto dei proiettili di calibro superiore (che avevano un tempo di volo maggiore) o rischiare che gli spruzzi dell'impatto dei proiettili dei cannoni di calibro superiore venissero confusi con quelli dei cannoni di calibro inferiore.
L'invenzione nel 1884 della turbina a vapore da parte di Charles Algernon Parsons permise un aumento significativo della velocità delle navi, dimostrato dalla prova non autorizzata della Turbinia che raggiunse i 34 nodi alla rivista navale di Spithead del 1897. Dopo ulteriori prove e la costruzione di due torpediniere equipaggiate con turbine a vapore, la HMS Viper e la HMS Cobra, l'Ammiragliato confermò nel 1905 che i vascelli della Royal Navy sarebbero stati equipaggiati con motori a turbina.

### Il concetto di corazzata monocalibro
Il concetto di una nave da guerra armata solo di cannoni di grande calibro (e detta perciò "monocalibro") in grado di sparare a grandi distanze sembra essere emerso con l'aumento della potenza dei siluri. L'architetto navale italiano Vittorio Cuniberti articolò per primo il concetto di una nave da battaglia armata solo di cannoni di grande calibro nel 1903 (sebbene John Fisher affermasse di aver avuto questa idea nel 1900). Quando la Regia Marina non perseguì la sua idea, Cuniberti scrisse un articolo per Jane's Fighting Ships propagandando il suo concetto. Propose una futura ideale nave da battaglia britannica del dislocamento di 17 000 tonnellate armata con un'artiglieria principale di dodici cannoni da 12" (305 mm), dotata di una cintura corazzata spessa 30 cm e con una velocità di 24 nodi.

### Lo sviluppo giapponese (1904-1905)
La guerra russo-giapponese (1904-1905) fornì l'esperienza pratica per dimostrare il concetto. La marina russa venne decisamente sconfitta nelle battaglie navali della guerra russo giapponese, specialmente nella battaglia di Tsushima dalla Marina imperiale giapponese, che era equipaggiata con navi da battaglia moderne, per la maggior parte di progetto britannico. Gli eventi della battaglia confermarono al mondo che negli scontri navali dell'epoca solo i calibri maggiori erano importanti. Con la crescita di calibro dei cannoni secondari, l'avvistare e il distinguere gli spruzzi dei cannoni secondari e principali era divenuto problematico, per correggere il tiro. La battaglia di Tsushima dimostrò che il danno causato dai calibri maggiori era molto maggiore di quello dei secondari. Inoltre, dimostrò la praticità delle battaglie combattute al di là della gittata dei cannoni secondari (11 km). Stati Uniti, Giappone e Regno Unito iniziarono a studiare piani per il progetto di navi da battaglia monocalibro.

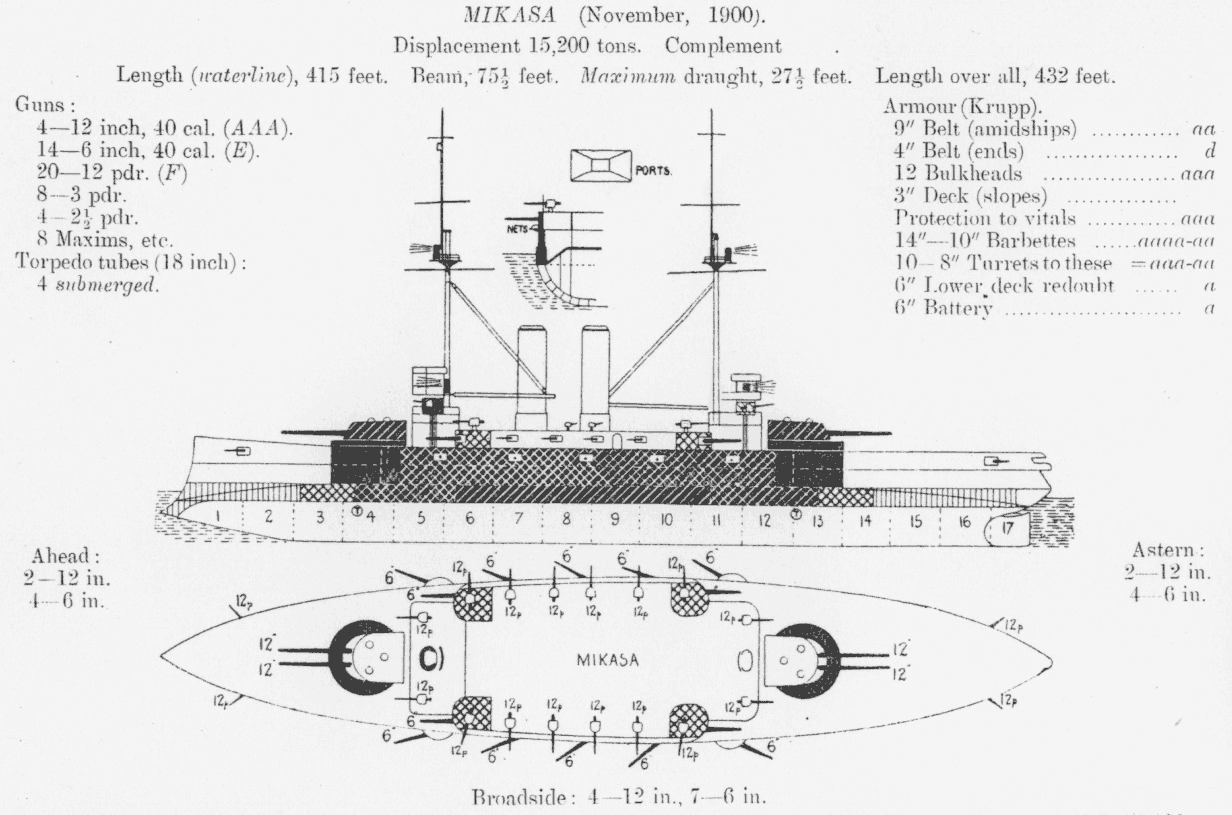
Nave da battaglia pre-Dreadnought Mikasa della Marina Imperiale Giapponese, da Jane's Fighting Ships 1906-07

La Satsuma fu la prima nave da battaglia al mondo a essere progettata (1904) e impostata (15 maggio 1905) come nave da battaglia monocalibro, cinque mesi prima della Dreadnought. La mancanza di cannoni permise di equipaggiarla con soli quattro dei dodici cannoni da 305 mm previsti in origine.

### Sviluppi statunitensi
Influenzati da William S. Sims, anche gli Stati Uniti iniziarono a progettare una nave da battaglia monocalibro prima della Dreadnought: la USS South Carolina e la USS Michigan furono presentate al Congresso nel 1904. Gli Stati Uniti furono però lenti a muoversi, le navi non furono autorizzate fino alla primavera del 1905 e non furono impostate prima dell'autunno del 1906, dopo la Dreadnought. La classe South Carolina montava tutti i suoi cannoni principali sulla linea centrale, evitando le torrette ai lati preferite dai britannici. Diversamente dal Dreadnought, erano equipaggiate con motori a vapore a tripla espansione, non con turbine, un approccio conservativo reso necessario dal requisito statunitense di un'autonomia maggiore a spese della velocità.

### Sviluppi britannici
Il Regno Unito, con l'ammiraglio sir John "Jackie" Fisher, che divenne Primo Lord del Mare nel 1904 si portò in vantaggio. Il comitato di progetto di Fisher, riunito nel 1904 consisteva nel Director of Naval Construction e di altre figure esperte. Queste produssero il progetto per il Dreadnought. Per poter avere le nuove navi che desiderava, Fisher dovette renderle anche finanziariamente attraenti - dimostrando che sarebbero costate meno da costruire e gestire che la flotta corrente. La Dreadnought fu impostata e assemblata con una rapidità senza precedenti, venne completata in un anno e un giorno più tardi nell'ottobre 1906. Fisher aveva originariamente sostenuto una Royal Navy basata su sottomarini e torpediniere e successivamente aveva temperato le sue idee con la visione di grossi incrociatori da battaglia monocalibro che avrebbero avuto la potenza di fuoco e la velocità per ingaggiare navi da battaglia e incrociatori, sebbene con una corazzatura molto inferiore. Fisher riteneva che la velocità sarebbe stata una difesa migliore di una corazzatura. Sebbene il concetto di incrociatore da battaglia divenne popolare nella corsa agli armamenti per la prima guerra mondiale Fisher fu, nonostante ciò, forzato dall'Ammiragliato a creare una nave da battaglia monocalibro.

## Tecnologia

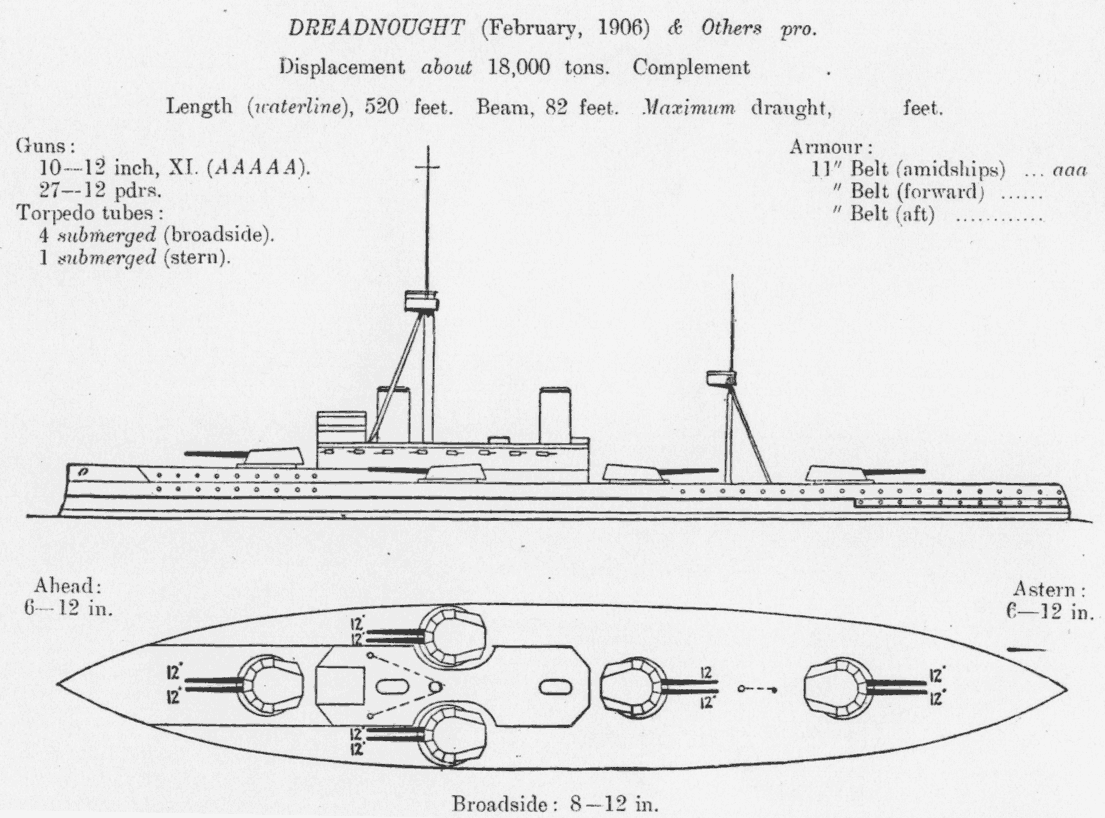
Disegno della Dreadnought da Jane's Fighting Ships 1906-07

Il concetto era semplice ed era stato preso in considerazione dagli ingegneri navali già da qualche anno. Il Dreadnought venne progettato per utilizzare turbine a vapore al posto delle più vecchie macchine a pistoni a triplice espansione che equipaggiavano praticamente tutte le navi dell'epoca. La velocità calcolata era di 21 nodi (39 km/h), sufficienti a superare in velocità ogni nave da battaglia esistente (rendendo impossibile chiudere le distanze per attaccare) e sarebbe stato più pesantemente armato di qualunque incrociatore o torpediniera in grado di raggiungerla, rispettando il ben conosciuto assioma di Nathan Bedford Forrest.
I sottomarini furono in gran parte ignorati. Protetta perciò dalle navi minori, i cannoni leggeri che sarebbero stati normalmente piazzati lungo le fiancate per difendersi da esse poterono essere rimossi, lasciando maggiore spazio per i cannoni maggiori, che furono piazzati sul ponte principale.
La Dreadnought era armata con cinque torri binate, tre erano situate convenzionalmente lungo il centronave, con una a prua e due a poppa (separate da un intervallo considerevole). Due altre torri erano montate sui fianchi della superstruttura del ponte. Questo rendeva in effetti le torri laterali inutili in alcune circostanze. La Dreadnought poteva scaricare una bordata, al massimo, di otto cannoni verso bersagli laterali e di sei cannoni verso bersagli di fronte e a poppa, in ogni caso entro un ristretto arco di tiro; in nessun caso avrebbe potuto portare il pieno effetto dei suoi dieci cannoni da 12" (305 mm) sullo stesso bersaglio. Quando fu progettata questo tipo di progetto venne considerato, su istigazione di Fisher, di grande importanza rispetto alla capacità di sparare una bordata piena. 
Questo tipo di progetto venne perpetuato nelle classi successive e nelle prime classi di incrociatori da battaglia. Le navi da battaglia della classe Orion furono le prime navi capitali della Royal Navy ad avere tutte le torri disposte lungo il centronave, una disposizione che era stata rifiutata per il Dreadnought onde minimizzare il supposto rischio di danni dovuti alle vampate di sparo alle torrette disposte ravvicinate. Questa paura si rivelò infondata e le successive navi da battaglia usarono una struttura "sovraimposta" in cui le torri erano organizzate in una scala a salire lungo il centronave. Vennero inclusi dei cannoni leggeri per la difesa ravvicinata, ma non furono pensati come armi offensive.
I vascelli che ci si aspettava il Dreadnought avrebbe dovuto affrontare potevano solo portare sul bersaglio fino a quattro cannoni di dimensione similare, più diversi cannoni di calibro inferiore che sarebbero stati tenuti a distanza dal fuoco del Dreadnought. In effetti il Dreadnought equivaleva a tre o più navi da battaglia in potenza di fuoco "reale" in combattimento.
L'uso di batterie principali uniformi semplificò grandemente la correzione del tiro in azione. Dato che tutti i cannoni avevano le stesse caratteristiche balistiche e che erano tutti controllati da una singola centrale di tiro (e che venivano sparati simultaneamente mediante un impulso elettrico), i proiettili, se mancavano il bersaglio, cadevano con una dispersione la cui disposizione dipendeva da fattori casuali e il cui centro era soggetto a errori di mira e altri effetti deterministici come il vento. Se i proiettili impattavano oltre il bersaglio, le correzioni venivano fatte per accorciare il tiro. Similmente, se cadevano prima del bersaglio il tiro veniva allungato. 
Se il bersaglio era "inquadrato" allora veniva sparata un'altra bordata con lieve correzioni di mira per correggere l'effetto del vento e delle differenze di rotta. Per una data carica di polvere le correzioni erano fatte mediante lievi variazioni dell'elevazione. In contrasto, usando cannoni di caratteristiche differenti era difficile determinare quale cannone era responsabile di un certo impatto. La costruzione del Dreadnought coincise con miglioramenti alle centrali di tiro, specificatamente la centrale di tiro realizzata da Frederic Dreyer.
Un'altra innovazione fu l'eliminazione dei passaggi longitudinali tra i compartimenti al di sotto del ponte principale. Mentre le porte che connettevano questi compartimenti potevano essere chiuse durante il combattimento, era stato dimostrato che erano una delle debolezze principali della sicurezza di una nave; una collisione durante gli esercizi di flotta aveva già causato l'affondamento di un incrociatore da battaglia.
Infine, venne invertita la tipica organizzazione dell'equipaggio, il personale arruolato ospitato a prua della nave (il castello di prua) e gli ufficiali a poppa. Diversamente dalle navi a vela, che erano controllate da poppa, le moderne navi da guerra erano controllate dal ponte in alto e nel primo quarto o terzo della nave. Spostando il "territorio degli ufficiali" dalla poppa questi furono più vicini ai posti di comando, mentre fuochisti e ingegneri, ora ospitati a poppa, erano anch'essi più vicini ai loro posti di lavoro.

## Costruzione e primi anni

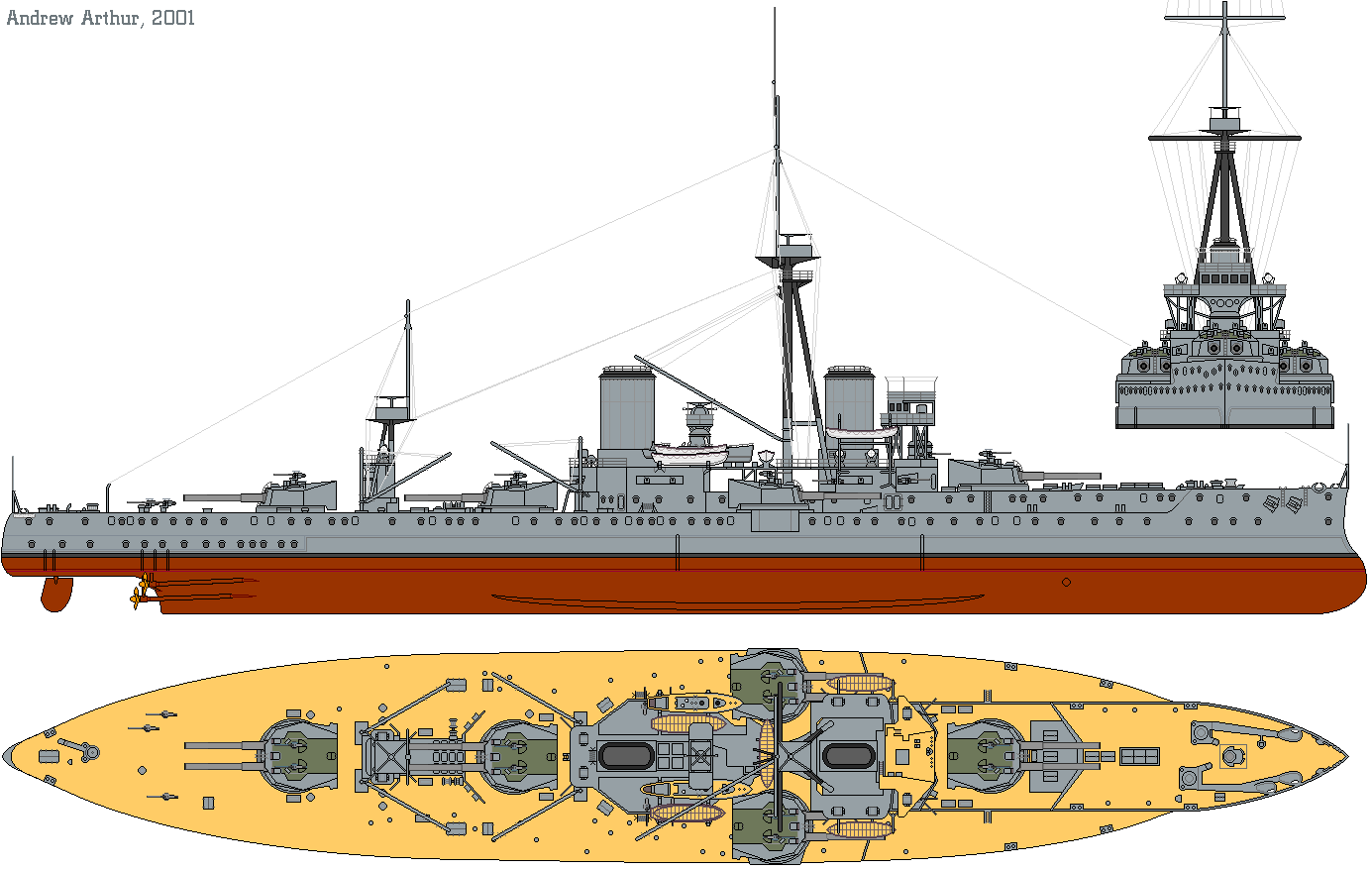
Vista a tre lati della Dreadnought nel 1911, con i cannoni QF 12 pdr aggiunti

Fisher era così convinto che la costruzione del progetto sarebbe stata approvata che iniziò a raccogliere l'acciaio per lo scafo ancora prima di aver trovato uno scalo per la costruzione. Questa fu una decisione fortunata, dato che nel frattempo venne progettata una nuova forma per lo scafo che avrebbe diminuito la resistenza idrodinamica e, pertanto, aumentato la velocità. Fisher, soddisfatto della velocità di progetto originale di 21 nodi (39 km/h), sfruttò le migliori prestazioni del nuovo scafo per aumentare il peso della corazzatura. 
Il progetto finale prevedeva 280 mm di corazzatura sui fianchi e sulle torri, 76 mm più del progetto di un anno prima. La costruzione iniziò nell'ottobre 1905; la nave fu varata alla presenza di re Edoardo VII il 10 febbraio 1906, dopo soli quattro mesi di lavori. Il Dreadnought prese il mare il 3 ottobre 1906 dopo solo un anno e un giorno dall'inizio della costruzione. Il processo era stato accelerato utilizzando le torri originariamente progettate per la classe Lord Nelson di navi da battaglia, che l'avevano preceduta. La rapidità con la quale la Dreadnought era stata costruita fu quasi altrettanto allarmante per le altre marine militari, quanto le sue caratteristiche.
La Dreadnought entrò in servizio per le prove a mare nel dicembre 1906 e nel gennaio 1907 fece rotta per il mare Mediterraneo e quindi verso Port of Spain, sull'isola di Trinidad. Il suo apparato motore e le sue artiglierie vennero sottoposti a un intenso ciclo di prove da parte del capitano sir Reginald Bacon. Nel suo rapporto egli affermò: «Nessun membro del Comitato di Progetto aveva osato sperare che tutte le innovazioni introdotte avrebbero avuto tanto successo quanto è avvenuto». Sei altre navi da battaglia furono costruite essenzialmente lungo le stesse linee, sebbene la Dreadnought sarebbe rimasta l'unica della sua classe. Ritornando a Portsmouth la Dreadnought divenne la nave ammiraglia della Home Fleet tra il 1907 e il 1912. Come tale, spese la maggior parte del suo tempo nelle acque nazionali, con occasionali crociere verso la Spagna e il Mediterraneo.
La sua costruzione, prove e primo servizio furono attentamente sorvegliate dalle autorità navali mondiali. Il suo progetto eclissava così completamente i tipi precedenti che le successive navi da battaglia furono genericamente chiamate «dreadnoughts» e le precedenti definite «pre-dreadnoughts». Il suo periodo di superiorità fu comunque corto: la Dreadnought era stata originariamente costruita per dimostrare alle altre marine militari la futilità di tentare di stare alla pari con la Royal Navy, ma come nel passato (vedi la HMS Warrior per esempio), la Royal Navy sottostimò il desiderio della flotta tedesca di stare alla pari. La sua costruzione scatenò una corsa agli armamenti navali e ben presto tutte le principali marine militari cominciarono ad aggiungere navi simili alla Dreadnought alle proprie flotte.
La Dreadnought venne ben presto seguita da altre sei navi, quasi identiche a cominciare dalle tre della Classe Bellerophon, nelle quali vennero corretti diversi difetti di progetto.

## Il declino, la grande guerra
Progetti sempre più veloci vennero messi in servizio e la Dreadnought si trovò sempre più superata, mentre la disposizione inusuale delle sue torri era già stata abbandonata in favore delle torri in linea. La sua relativa mancanza di velocità la rese vulnerabile ad attacchi con siluri da parte di imbarcazioni più piccole e poiché questi non erano stati considerati in fase di progetto era insufficientemente corazzata contro i siluri. Vennero aggiunti dei cannoni da 12 pdr (pounder, equivalenti a un calibro di 76 mm) sopra le torri principali per tenere a distanza le torpediniere e venne aggiunta una rete antisiluri sui fianchi per proteggerla quando ancorata in porto. Queste modifiche non furono sufficienti a convincere l'Ammiragliato che sarebbe stata sicura in battaglia contro le torpediniere e i sottomarini moderni. Allo scoppio della prima guerra mondiale nel 1914 era l'ammiraglia del Fourth Battle Squadron nel mare del Nord, con base a Scapa Flow.
Ironicamente, per un vascello progettato per ingaggiare le navi da battaglia nemiche, l'unica sua azione significativa fu lo speronamento e affondamento di un sottomarino tedesco, l'U-29 il 18 marzo 1915; la Dreadnought divenne perciò la prima nave da battaglia ad aver affondato un sottomarino. Venne ritirata dalla flotta a causa della sua bassa velocità che le rendeva impossibile mantenere la posizione e dal maggio 1916 fu l'ammiraglia della 3rd Battle Squadron, con base a Sheerness sul Tamigi, parte di una forza intesa a contrastare la minaccia di bombardamenti costieri da parte di incrociatori da battaglia tedeschi. La Dreadnought venne sottoposta a un aggiornamento proprio durante il periodo della battaglia dello Jutland, perciò mancò l'azione più significativa della Royal Navy durante la guerra. Ritornò alla Grand Fleet dal marzo all'agosto 1918. In cattive condizioni a causa delle continue missioni di pattuglia nel mare del Nord, venne messa in riserva a Rosyth dopo la guerra. La Dreadnought venne disarmata il 31 marzo 1920, venduta alla T. Ward & Company nel 1922 e smantellata a Inverness, in Scozia, nel 1923.
In suo onore, nel 1960, quando il Regno Unito mise in servizio il suo primo sottomarino nucleare, in riconoscimento di come le cose fossero cambiate con il suo ingresso in servizio, lo battezzò anch'esso Dreadnought.
Nell'anniversario del suo varo nel 1906 venne aperta un'esibizione temporanea al Royal Naval Museum di Portsmouth.

## Ulteriori sviluppi
Nel 1915 il Regno Unito introdusse un'ulteriore evoluzione: la classe Queen Elizabeth. Quest'ultima era dotata di 8 cannoni da 15" (381 mm), ciascuno capace di sparare un proiettile di 1 920 libbre (870 kg) a 35 km. La Queen Elizabeth fu seguita da altre quattro unità della stessa classe: Warspite, Barham, Valiant e Malaya, che furono impiegate anche nella seconda guerra mondiale.

## Bilancio finale
L'introduzione di queste supernavi innescò una corsa agli armamenti tra il Regno Unito e la Germania che fu una delle cause della prima guerra mondiale. Al suo scoppio nel 1914 la Royal Navy aveva in servizio 19 corazzate monocalibro e 13 erano in costruzione, mentre la Germania ne aveva 13 e 7 in costruzione. Le altre flotte dotate di corazzate monocalibro nel 1914 erano: Stati Uniti (8), Francia (8), Giappone (4), Austria-Ungheria (2) e Italia (1).
Lo sforzo finanziario e l'impiego di risorse necessarie per le navi da battaglia misero in risalto i difetti di navi superpotenti, ma inutilizzate o inutilizzabili e destinate ad arrugginire nelle basi navali per quasi tutto il conflitto, perché estremamente vulnerabili e poco flessibili, nonché troppo importanti per la flotta per permettersi di perderle.
Considerando solo le unità perlomeno impostate a quella data, la consistenza delle flotte allo scoppio della prima guerra mondiale era

| Stato            | Dreadnoughts | Super-dreadnoughts | Battlecruisers | Super-battlecruisers |
| ---------------- | ------------ | ------------------ | -------------- | -------------------- |
| Regno Unito      | 10+(1)       | 10+12+(2)          | 6              | 3+1                  |
| Germania         | 13+4         | 0+2+1              | 4+3            | 0                    |
| Francia          | 4            | 0+3+4              | 0              | 0                    |
| Italia           | 1+5          | 0+0+4              | 0              | 0                    |
| Austria-Ungheria | 3+1          | 0                  | 0              | 0                    |
| Russia           | 0+7+1        | 0                  | 0              | 0+0+4                |
| Spagna           | 2+1          | 0                  | 0              | 0                    |
| Grecia           | 0            | 0+0+2              | 0              | 0                    |
| Impero ottomano  | 0+0+1        | 0+0+1              | 0+(1)          | 0                    |
| Stati Uniti      | 8            | 2+4                | 0              | 0                    |
| Giappone         | 2            | 0+2                | 0              | 2+2                  |
| Argentina        | 2            | 0                  | 0              | 0                    |
| Brasile          | 2            | 0                  | 0              | 0                    |
| Cile             | 0            | 0+1+1              | 0              | 0                    |

1. ↑  Sono considerate super le unità con cannoni di calibro maggiore di 305 mm, sebbene il 305 tedesco sia considerato equivalente al 343 inglese e diverse navi (inglesi col 343, la statunitense USS Texas, la francese Bretagne) non siano unanimemente considerate tali
2. 1 2  Per il Regno Unito le cifre fra parentesi indicano le navi in costruzione per il Cile e l'Impero ottomano che furono requisite allo scoppio della guerra.
3. 1 2 3 4 5 6 7 8 9 10 11 12 13  La notazione x+y+z significa che x unità erano pronte allo scoppio della guerra, y sarebbero entrate in servizio successivamente e z non furono completate; la somma x+y è sicura mentre i suoi addendi possono variare in altre fonti.
4. ↑  L'(1) indica il SMS Goeben trasferito dalla Germania all'Impero Ottomano.

## Dreadnought hoax
Il 7 febbraio 1910 la nave fu il teatro di una burla organizzata da Horace de Vere Cole; egli inviò un falso telegramma alla Royal Navy per organizzare una visita da parte di alcuni membri della casa reale abissina. Questi in realtà erano cinque amici di Cole, tra cui la scrittrice Virginia Woolf, vestiti con abiti tribali e con il volto dipinto di nero; i falsi diplomatici durante l'intera visita mostrarono di non comprendere una sola parola di inglese, si espressero solo in un incomprensibile idioma di fantasia ricco di termini greci e latini esclamando "Bunga! Bunga!" come segno di ammirazione per la potenza della nave da guerra e dei suoi apparati. Cole mandò una foto dell'evento al quotidiano The Daily Mirror e la notizia apparve nei giornali il 12 febbraio dello stesso anno; Il Western Daily Mercury pubblicò l'articolo con il titolo "Bunga bungle!" (Bungle in inglese significa pasticcio)